# Фаррух (Азербайджан)
Фаррух (азерб. Fərrux; ранее в советских русскоязычных источниках — Фарух) — село в Пирлярском сельском административно-территориальном округе Ходжалинского района Азербайджана.

## Этимология
Согласно «Энциклопедическому словарю топонимов Азербайджана», происхождение названия села предположительно связано с человеком по имени Фарух, который основал село. Близ села зафиксировано также одноимённое (или с похожим названием) озеро. По другой версии, название села может быть связано с функционировавшей в 1907—1918 гг. социал-демократической группой «Фарук», означающим «Сторонник справедливости».
Информационное Агентство Report сообщает, что по одной из версий село названо в честь его основателя — некоего Фарруха. Информационное агентство также сообщает, что предполагается, что имя Фаррух, что означает благословенный, светлый, мудрый, смелый, умеющий отличить истину от лжи, восходит к зороастризму.

## География
Сёла Пирляр, Дашбашы, Фаррух входят в состав Пирлярского сельского административно-территориального округа Ходжалинского района при этом село Пирляр является центром этого сельского административно-территориального округа.
Село расположено в предгорной местности в 16 км от посёлка Аскеран и в 32 км от города Ханкенди. В селе есть одноимённая высота. Само село расположено на левой стороне ущелья Коланлы, у подножия горы Фаррух.
Как сообщает военный эксперт Азад Исазаде, гора Фаррух, расположенная в направлении Агдам-Аскеран, состоит из ряда высот, которые ведут прямо в село Баллы Гая и оттуда к селу Ванг. Одна из возвышенностей на этой горе — Дашбаши, являющаяся самой стратегически важной высотой. У подножия горы Фаррух находится русло реки Хачын.

## История
На территории села находится объект исторического наследия — армянское кладбище «Кален Хут» (арм. Կալեն Խութ), появление которого относится к IX—XIII векам.
В советский период на 1 января 1977 года село входило в состав Храмортского (ныне село Пирляр) сельсовета Степанакертского района Нагорно-Карабахской автономной области (НКАО) Азербайджанской ССР. Указом Президиума Верховного Совета Азербайджанской ССР от 15 мая 1978 года было постановлено утвердить решение исполнительного комитета областного Совета народных депутатов Нагорно-Карабахской автономной области о переносе центра Степанакертского района из города Степанакерт (ныне Ханкенди) в рабочий посёлок Аскеран и переименовании Степанакертского района в Аскеранский район. В результате это село оказалось в составе Аскеранского района НКАО Азербайджанской ССР.
2 сентября 1991 года на совместной сессии Нагорно-Карабахского областного и Шаумяновского районного Советов народных депутатов была принята Декларация о провозглашении Нагорно-Карабахской Республики в границах Нагорно-Карабахской автономной области (НКАО) и сопредельного Шаумяновского района Азербайджанской ССР.
26 ноября 1991 года Верховный Совет Азербайджанский Республики принял Закон «Об упразднении Нагорно-Карабахской автономной области Азербайджанской Республики». В этом Законе было постановлено помимо упразднения Нагорно-Карабахской Автономной Области (НКАО), в том числе также и упразднение Аскеранского района, образование Ходжалинского района с центром в городе Ходжалы и передача территории упраздненного Аскеранского района в состав Ходжалинского района. В результате это село оказалось в составе Ходжалинского района Азербайджана.
Как сообщает Информационное Агентство Report, с 1988 года, то есть с начала Карабахских событий, армянские вооружённые формирования, а также наемники из Ирана, Ливана и Сирии обстреливали села Джинли, Алимедедли и другие сёла Агдамского района. С имеющей стратегическое значение высоты Фаррух армянские вооружённые формирования неоднократно нападали на село Джинли. 31 января 1992 года местные силы самообороны Агдама и Отряд милиции особого назначения (ОМОН) во главе с Национальным Героем Азербайджана Ширином Мирзаевым провели операцию по восстановлению контроля Азербайджана над селом Фаррух. Как сообщает военный эксперт Азад Исазаде, в январе 1992—1993 гг. армия Азербайджана несколько раз брала Фаррух, но не сумела удерживать.
В 1993 году село было занято армянскими вооружёнными формированиями и попало под контроль непризнанной Нагорно-Карабахской Республики (НКР), согласно административно-территориальному делению которой входило в состав Аскеранского района НКР и называлось Парух (арм. Փառուխ).
Законом Азербайджанской Республики от 5 октября 1999 года село Храморт Ходжалинского района было названо селом Пирляр. В настоящее время село Фаррух входит в состав Пирлярского сельского административно-территориального округа Ходжалинского района Азербайджана.
Согласно Трёхстороннему Заявлению в ночь с 9 по 10 ноября 2020 года, подписанному по итогам Второй Карабахской войны, село перешло под контроль Российских миротворческих сил.
Как сообщает Информационное Агентство Report, армянские вооружённые формирования начали обстреливать со стороны села, и в ответ Азербайджанской армией на территории была проведена операция против этих вооружённых формирований. 24 марта 2022 года Вооружённые Силы Азербайджана взяли под контроль село, пересекая линию ответственности российских миротворцев, установленную после подписания заявления о прекращении огня в Нагорном Карабахе в 2020 году, и двинулись в сторону села. РБК, ссылаясь на ТАСС, приводит сообщение Министерства обороны Российской Федерации, где говорится о том, что в ночь с 24 марта на 25 марта 2022 года Вооружённые Силы Азербайджана нарушив положения трехстороннего заявления лидеров России, Азербайджана и Армении от 9 ноября 2020 г., зашли в зону ответственности российского миротворческого контингента на территории Нагорного Карабаха и выставили наблюдательный пост, при этом нанеся четыре удара БПЛА по армянским позициям. По сообщению РБК, в ответ на это сообщение, Министерство обороны Азербайджанской Республики обвинило армянские формирования в провокации и попытке устроить диверсию против Вооружённых Сил Азербайджана. Как передаёт РБК, азербайджанская сторона заявила, что поскольку Ереван не вывел полностью свои войска с территории Азербайджана, то именно Армения нарушила трехстороннее соглашение 2020 года. РБК сообщает, что в Баку заявление Минобороны России называли противоречащим подписанной между президентами России и Азербайджана 22 февраля 2022 года декларации о союзническом взаимодействии, а также попросили обеспечить вывод с территории Азербайджана армянской армии и незаконных вооружённых формирований.
27 марта 2022 года Минобороны России сообщило о выводе азербайджанских войск из села. Однако Минобороны Азербайджана опровергло это сообщение и заявило о контроле над селом. Таким образом, контроль Азербайджана над Фаррухом был восстановлен. Государственный департамент США в своём заявлении выразил голубокую обеспокоенность и необходимость Армении и Азербайджану использовать прямые каналы связи для немедленной деэскалации. Министерство иностранных дел Франции в своём заявлении осудило вооружённые инциденты и передвижения войск, и потребовало, чтобы продвинувшиеся силы отошли на исходные позиции в соответствии с заявлением о прекращении огня от ноября 2020 года. В ответ, Министерство иностранных дел Азербайджана заявило, что США не предприняли каких-либо эффективных шагов для прекращения почти 30-летней военной агрессии Армении против Азербайджана, и обвинило Вашингтон в том, что он поддался фальшивой армянской пропаганде.
12 апреля 2022 года президент Азербайджана Ильхам Алиев в ходе выступления на совещании, посвящённом итогам первого квартала года, заявил, что армянские вооружённые формирования угрожали безопасности Хачынчайского водохранилища, расположенного прямо под горой Фаррух поблизости от села Фаррух, а также неоднократно открывали огонь оттуда и из других сёл в направлении Агдама. Как сообщает военный эксперт Азад Исазаде, взятие высоты Дашбаши и других высот хребта Фаррух, обеспечило Вооружённым Силам Азербайджана контроль над дорогой Агдаре-Ханкенди. Азад Исазаде сообщает, что нахождение военнослужащих Азербайджана на Дашбаши, означает, что Аскеран, Ханабад и Ходжалы фактически в руках Азербайджана, и дорога в Ханкенди, которая проходит через Ходжалы, находится под контролем Азербайджана. Взятие же села Фаррух под контроль Азербайджана, по мнению военного эксперта, обеспечивает безопасность сел Агдамского района.
29 марта 2022 года Портал www.e-huquq.az сообщил, что в ходе раскопок на позициях в селе Фаррух Азербайджанской армией были обнаружены останки лиц, участвовавших в боях за высоту Фаррух и одноимённое село в Первой Карабахской войне. 4 апреля 2022 года «Sputnik Азербайджан» сообщил, что в ходе раскопок, проводимых в селе, вновь были обнаружены человеческие останки времен первой Карабахской войны. Сообщается, что останки считаются принадлежащими азербайджанским военнослужащим, погибшим во время первой Карабахской войны в боях за высоту Фаррух, а также пытавшимся покинуть этот район во время Ходжалинской резни азербайджанцам.

## Экономика и культура
Население в основном занимается земледелием и животноводством. По состоянию на 2015 год в селе было административное здание, школа и медицинский пункт.

## Население
В 2005 году в селе числилось 42 жителя, а 2015 году — 72 жителя. После Второй Карабахской войны в село, оказавшееся на линии соприкосновения вооружённых сил после восстановления Азербайджаном контроля над Агдамским районом, вернулись лишь две семьи. Накануне появления азербайджанских войск в селе в марте 2022 года всё население Фарруха было эвакуировано.